# Felix Kaufmann
Felix Kaufmann (4 de julio de 1895, Viena - 23 de diciembre de 1949, Nueva York) era un filósofo de leyes austriaco-estadounidense.
Estudió Jurisprudencia y Filosofía en la ciudad de Viena. Entre 1922 hasta 1938 fue Privatdozent. En ese tiempo Kaufmann era miembro del Círculo de Viena. Escribió los Fundamentos de la matemática, junto a Hermann Weyl y Oskar Becker, donde trató de aplicar la Fenomenología de Edmund Husserl para la Matemática Constructiva. En 1938 la situación de los estudiantes judíos se volvió difícil, por lo que Kaufmann emigró a Estados Unidos, donde enseñó hasta el día de su muerte. Fue profesor de leyes y trabajó en la Facultad de Nueva York.

## Obras
- Logik und Rechtwissenschaft, 1922
- Die Kriterien des Rechts, 1924
- Das Unendliche in der Mathematik und seine Ausschaltung, 1930
- Methodenlehre der Sozialwissenschaften, 1936

- Datos: Q84914